# Ivar Aasen
Pour les articles homonymes, voir Aasen.
Ivar Andreas Aasen est un linguiste, poète et écrivain norvégien (né à Volden 5 août 1813 et mort à Christiania, aujourd'hui Oslo, le 23 septembre 1896).

## Biographie
Ivar Aasen est un fils de paysan mais il se trouve qu'il est autodidacte, ce qui lui permet de devenir instituteur.
En 1836, alors que la Norvège était plongée dans un débat sur une réforme de la langue (par réaction contre le danois, langue administrative imposée depuis plusieurs siècles), Ivar Aasen réalisa pour lui-même un plan pour créer « une langue norvégienne indépendante et nationale » (et selvstendig og nasjonalt språk). Un an plus tard, lors d'un voyage dans la région de Sunnmøre, il commença une étude systématique du Dialecte de Sunnmøre, qui fut achevée en 1841. Ivar Aasen se lança alors dans une série de voyages à travers la Norvège pour établir une étude de ses différents dialectes, avec l'idée de fonder une « véritable langue écrite norvégienne » (ægte norsk Skriftsprog) qui remplacerait le danois.
En 1848, Ivar Aasen publie donc sa Grammaire du parler populaire norvégien (Det norske Folkesprogs Grammatik), suivie en 1850 du Dictionnaire du parler populaire norvégien ( Ordbog over det norske Folkesprog). Suivent plusieurs autres grammaires et dictionnaires, dans lesquels Aasen s'attache à normaliser les dialectes populaires pour obtenir une véritable langue; ce travail est à l'origine de l'actuel nynorsk, et dans l'histoire de la littérature, Ivar Aasen est connu comme le « père » de cette langue.
Non content de fonder ainsi un nouveau norvégien, Ivar Aasen lui a donné une existence littéraire : il fut en effet le premier à l'utiliser dans ses poèmes, dont plusieurs furent mis en musique. Auteur d’un drame lyrique écrit en 1855 appelé l’Heritier mais aussi d’un ouvrage de botanique Anemones en 1863.
Ivar Aasen mourut en 1896. Auparavant, il vit la langue qu'il avait contribué à fonder, le landsmål, reconnu au parlement norvégien (le Storting) aux côtés du riksmål (la version norvégienne du danois). Ivar Aasen est enterré à Oslo au cimetière Notre-Sauveur.

## Publications
- Det norske Folkesprogs Grammatik, 1848
- Ordbog over det norske Folkesprog, 1850
- Diktning, Gyldendal Norsk Forlag, 1846
- Brev og Dagboket